# Área de Relevante Interesse Ecológico Serra do Orobó
A Área de Relevante Interesse Ecológico Serra do Orobó é uma unidade de conservação, criada em 2002, que abrange uma área de 7.397 hectares localizada nas cidades de Ruy Barbosa e Itaberaba, no estado da Bahia. E tem como gestora a Superintendência de Desenvolvimento Florestal e Unidades de Conservação, da estrutura da Secretaria de Meio Ambiente e Recursos Hídricos (SEMARH).
A unidade de conservação foi criada com o objetivo de garantir a preservação das florestas e o curso dos riachos, além de disciplinar as atividades produtivas ali desenvolvidas, garantindo o uso racional das águas.
A Área de Relevante Interesse Ecológico Serra do Orobó é aberta a visitação, onde os visitantes podem fazer trilhas, voo livre, balonismo, alpinismo, montanhismo, motocross, mountain bike e rapel. E possui pontos de visitação como o Dedo de Deus, a Cachoeira do Fascínio, o Morro Dois Irmãos e a Serra Selada.

## História
A Área de Relevante Interesse Ecológico Serra do Orobó foi criada no dia 6 de junho de 2002, sob o Decreto Estadual de nº 8.267, com uma área de 7.397,22 hectares. E tendo a Secretaria da Agricultura, Irrigação e Reforma Agrária como gestora e administradora e fica decretado como Zona de Amortecimento o entorno imediato da unidade de conservação.
No dia 4 de julho de 2003, a gestão e administração da unidade de conservação é transferida para a Superintendência de Desenvolvimento Florestal e Unidades de Conservação, da estrutura da Secretaria de Meio Ambiente e Recursos Hídricos (SEMARH).

## Características
A Área de Relevante Interesse Ecológico Serra do Orobó está situado em uma área predominante de bioma da Caatinga, mas também há incidência dos biomas da Mata Atlântica e do Cerrado. Encontram-se Floresta Sazonalmente Seca e Ombrófila sub-montana, além de Campo Rupestre.
Na flora da unidade de conservação há a presença da Cololejeunea dauphinii, sendo a Serra do Orobó o único lugar a registar a ocorrência no Brasil. Também há a presença de outras espécies incomuns como Rhynchostegium serrulatum e a Spiridentopsis longissima.

O relevo possui variações de altitude entre 545 metros e 1.021 metros e está situado na bacia do Rio Paraguaçu.